# .aq
A .aq az Antarktisz internetes legfelső szintű tartomány kódja.